# Comuna Nalîvaikivka, Makariv
Nalîvaikivka (în ucraineană Наливайківка) este o comună în raionul Makariv, regiunea Kiev, Ucraina, formată din satele Nalîvaikivka (reședința) și Pocepîn.

## Demografie
Componența lingvistică a comunei Nalîvaikivka
     Ucraineană (94,8%)
     Rusă (2,55%)
     Alte limbi (0,11%)
Conform recensământului din 2001, majoritatea populației comunei Nalîvaikivka era vorbitoare de ucraineană (94,8%), existând în minoritate și vorbitori de rusă (2,55%) și armeană (2,55%).